# Staurocephalites bakonyensis
Staurocephalites bakonyensis är en ringmaskart som beskrevs av Rakosi 1981. Staurocephalites bakonyensis ingår i släktet Staurocephalites, klassen havsborstmaskar, fylumet ringmaskar och riket djur. Inga underarter finns listade i Catalogue of Life.